# Автомагістраль A6 (Нідерланди)
Автомагістраль A6 — автострада в Нідерландах. Її довжина становить трохи більше 100 кілометрів і з'єднує автомагістраль A1 на розв'язці Muiderberg з автострадою A7 на розв'язці Joure.

## Огляд
Відразу після свого початку на розв'язці Muiderberg і першого виїзду автострада A6 перетинає міст Hollandsebrug . Далі він проходить повз місто Алмере, яке має загалом шість виїздів і розв’язку (розв’язка Алмере з автострадою A27). Далі на північний схід, одразу за Лелістадом, дорога перетинає міст Кетелбруг до Ноордостпольдера та з’єднується з шосе N50 на розв’язці Еммелорд. Після цієї розв’язки дорога йде на північ до міста Журе, де з’єднується з автострадою A7 за допомогою напівнаправленої розв’язки Т.
Автомагістраль A6, більша частина якої розташована в провінції Флеволанд, є найкоротшим шляхом між містом Амстердам і більшістю північних провінцій Фрісландія та Гронінген.